# ケリドウェン

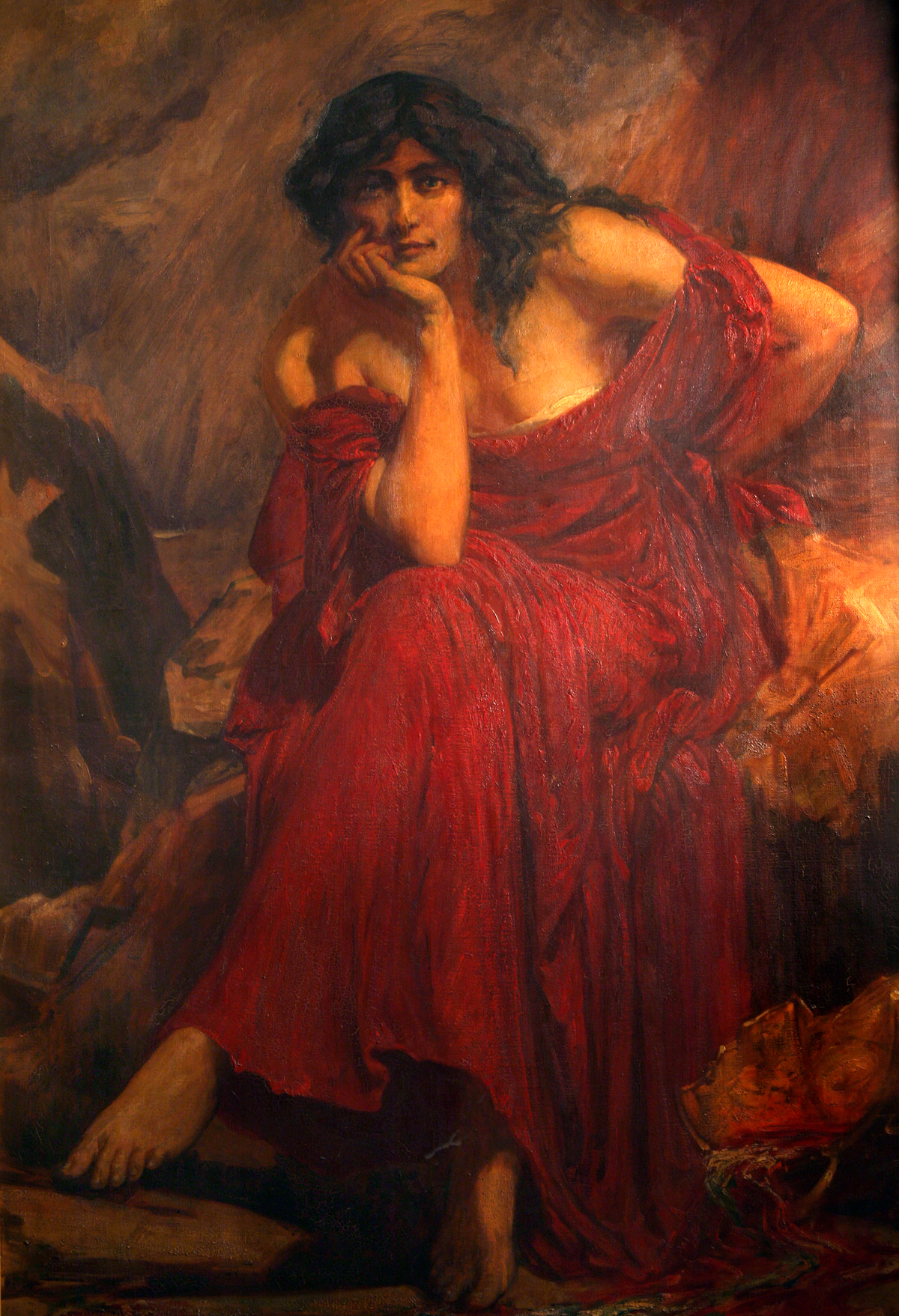
ケリドウェン、ウエールズの画家クリストファー・ウィリアムズ作

ケリドウェン(Ceridwen,Cerridwen)は、ケルト伝説・伝承に登場する魔女。月の女神とも冥界の女神ともされ、魔力を有する大釜を所持している。その釜で1年と1日材料を煮立てて調剤すると、世界最高の「智恵」「霊感」「学問」の三つを得ることが出来る3滴の魔法薬を作ることが出来る。

## 概要
テギド・ヴォエルの妻ケリドウェンには絶世の美女である娘と醜い息子のアヴァグドゥがいた。醜い息子を不憫に思った女神は、「知識と霊感の大釜」を使って知識を身につけさせようと考えた。そこで、ケリドウェンは1年と1日の間、盲目のモルダには火を燃やし続けることを、小人のグウィオン・バハには釜の中身を絶えずかき混ぜることを命ずる。
1年たった日、釜を混ぜていたグウィオン・バハの指に3滴の熱い液体が飛んだ。とっさに指を舐めたグウィオン・バハは、この世のすべての知識を得、逃亡してしまった。残った液体はすべて毒となり、釜は爆発し割れてしまった。怒ったケリドウェンはグウィオン・バハを追いかけるが、三つの才能を得たグウィオンは野うさぎに変身して逃げてしまう。すると女神は猟犬に変身して彼を追う。すると、グウィオンは川に飛び込んで、魚に変身する。ケリドウェンはかわうそに変身して魚を取ろうとする。グウィオンは鳥に変身して空へと逃れるが、ケリドウェンは鷹になって追いかける。最後にグウィオンは小麦の一粒に化けて隠れたが、ケリドウェンは黒い雌鳥に変身し、その麦を食べてしまった。
9ヵ月後、ケリドウェンは美しい赤子を産んだ。赤子はグウィオンの生まれ変わりであり、憎い相手ではあったが、腹を痛めた子を殺すのは忍びなかったのか、ケリドウェンは皮袋に包み海に流した。
赤子は海で魚を捕っていたグウィズノの息子エルフィンに拾われ、「輝くばかりの美しい顔」という意味のタリエシンと名付けられ大切に育てられた。これが6世紀ウェールズの吟遊詩人タリエシンであり、彼は『タリエシンの書』という詩歌集を（少なくともその一部は）作ったという。